# Ephies coccineus
Ephies coccineus là một loài bọ cánh cứng trong họ Cerambycidae.